# Felix Manthey
Pour les articles homonymes, voir Manthey.
Felix Manthey (né le 24 octobre 1898 à Berlin et mort le 8 octobre 1971 à Charlottenburg) est un coureur cycliste allemand. Professionnel de 1920 à 1931, il a notamment été champion d'Allemagne sur route en 1928. Avec l'équipe d'Allemagne, il a participé au championnat du monde sur route de 1927 et au Tour de France 1930, qu'il a terminé à la 22e place.

## Palmarès
- 1920
  - 3e du championnat d'Allemagne sur route
- 1921
  - 2e du Tour de Cologne
  - 2e du Tour de Bavière
  - 2e de Berlin-Leipzig-Berlin
  - 3e de Berlin-Hambourg
- 1922
  - Tour de Bavière
  - 2e de Munich-Zurich
- 1925
  - Berne-Genève
- 1927
  - 3e du Championnat de Zurich
- 1928
  -  Champion d'Allemagne sur route
  - 2e du Tour de la Hainleite
- 1930
  - 3e de Berlin-Cottbus-Berlin
  - 22e du Tour de France